# Ludwigshafener Ruderverein von 1878
Der Ludwigshafener Ruderverein von 1878 (LRV) ist der einzige Ruderverein in Ludwigshafen am Rhein und einer der ältesten Sportvereine der Stadt. Im Jahre 2013 hatte der Verein knapp 300 Mitglieder. Der LRV ist Mitglied im Landesruderverband Rheinland-Pfalz und im Deutschen Ruderverband.

## Geschichte

### Von der Gründung bis 2000
Der Ludwigshafener Ruderverein wurde am 1. August 1878 zur Förderung des Rudersports, Kräftigung des Körpers und Hebung der Geselligkeit gegründet. Auf der ersten Mitgliederversammlung wählten die 16 Gründungsmitglieder Conrad Heinrich Andersen zum ersten Vorsitzenden. Andersen war es auch, der als ehemaliges Mitglied des Allgemeinen Alsterclub Hamburg die Gründung eines Rudervereins in Ludwigshafen vorantrieb.
In den darauffolgenden Jahren stieg die Mitgliederzahl stark an, eigene Boote wurden angeschafft und im Jahr 1898 das Bootshaus in Ludwigshafen eingeweiht. Bei den zweiten Olympischen Spielen der Neuzeit 1900 in Paris erruderten Otto Fickeisen, Hermann Wilker, Ernst Felle, Carl Lehle und Steuermann Franz Kröwerath im Vierer mit Steuermann für den LRV die Bronzemedaille. 12 Jahre später gewann ein Ludwigshafener Vierer diesmal mit den Ruderern Otto Fickeisen, Hermann Wilker, Rudolf Fickeisen, Albert Arnheiter und Steuermann Otto Maier bei den Olympischen Spielen in Stockholm die Goldmedaille. Diese Entwicklung wurde durch den Ausbruch des Ersten Weltkriegs unterbrochen. 1921 wurde der Ruderbetrieb wieder aufgenommen.
Bei den Olympischen Spielen in Berlin 1936 gewann Paul Söllner in Renngemeinschaft mit dem Mannheimer Ruderverein Amicitia von 1876 die Goldmedaille. Die darauffolgenden Kriegsjahre trafen den LRV hart, das Bootshaus wurde bei einem Bombenangriff auf Ludwigshafen völlig zerstört und nach dem Zweiten Weltkrieg kehrten 57 Ruderer des LRV nicht zurück.
Als erster Ruderverein in der französischen Besatzungszone wurde der LRV 1946 wiedergegründet. Der Ruderalltag gestaltete sich nach dem Krieg schwierig, jedoch wurden schon 1947 die ersten Regattasiege eingefahren. In den Jahren darauf wurde das Bootshaus wiederaufgebaut, Boote angeschafft und die Jugendarbeit intensiviert.
In den 1970er Jahren waren es vor allem Alois Bierl und Winfried Ringwald, die für den LRV erfolgreich waren. Zusammen oder mit anderen Mannschaften gewannen sie mehrere Deutsche Meistertitel und Europameistertitel. Bierl gewann mit dem Bodenseevierer bei der Olympiade 1972 in München Gold und Winfried Ringwald erreichte mit dem Deutschland-Achter Platz 5.
In den folgenden Jahren wurde durch die gute Jugendarbeit im LRV auf nationalen Regatten viele Siege errudert. Dazu gewann Roland Ehrenfels auf der Weltmeisterschaft 1988 die Silbermedaille im Doppelzweier zusammen mit Hartmut Schäfer vom Kölner Ruderverein von 1877. Unter der Regie von Heinz Mohr und darauffolgend Dr. Volker Nolte konnten nationalen Regatten und auf internationaler Ebene im Bereich der Junioren und Senioren (U-23) Erfolge erzielt werden.
Ab Ende der 1980er Jahre bestimmte das Frauenrudern den LRV. Unter dem Cheftrainer Stefan Piesik waren vor allem Andrea Klapheck, Beate Brühe und Karin Stephan erfolgreich. Beate Brühe belegte bei der WM 1991 zusammen mit Andrea Klapheck einen vierten Platz im Doppelvierer. Andrea Klapheck gewann drei Jahre später, Gold mit dem Frauen-Achter bei der WM in Indianapolis. 1996 nahm sie an den Olympischen Spielen in Atlanta teil.
In den 1990er Jahren war Karin Stephan im Leichtsgewichts-Frauenrudern erfolgreich. Seit 1994 fuhr sie auf Weltmeisterschaften vordere Platzierungen ein, gewann 1998 Silber im Doppelzweier und die Goldmedaille im Doppelvierer im Jahr 2000.

### Neuere Geschichte von 2000 bis heute
Im neuen Jahrtausend waren es vor allem Anja Hannöver, Sandra Schnitzer sowie Jochen und Martin Kühner die seit 2001 herausragende Erfolge für den LRV auf nationaler und internationaler Bühne errangen. Allein 2002 erruderten sie zusammen insgesamt vier Meistertitel und zwei Vizemeistertitel auf der Deutschen Meisterschaft U-23 sowie eine Bronzemedaille auf den U23-Weltmeisterschaften durch Sandra Schnitzer im Lgw. Frauen Einer. Die Zwillinge Jochen und Martin Kühner erreichten bei der Weltmeisterschaft in Sevilla noch dazu einen zehnten Rang im Lgw. Männer Zweier ohne.
In der jüngeren Geschichte ist der Verein vor allem auf nationalen und internationalen Regatten sowie bei Deutschen Meisterschaften im Juniorenbereich aktiv. Alljährlich ist der LRV darüber hinaus bei der Tour du Léman auf dem Genfersee vertreten. Im Jahr 2009 stellt der Ludwigshafener Ruderverein in Kooperation mit dem Mannheimer Ruder-Club von 1875 einen Männerachter in der neu gegründeten Ruder-Bundesliga. In der ersten Saison konnte sich der sog. „Rhein-Neckar-Achter“ für die 1. Bundesliga qualifizieren und beendete die Saison mit dem 10. Tabellenplatz. Die Saison 2010 belegte der Rhein-Neckar-Achter den 15. Rang und stieg somit in die 2. Ruder-Bundesliga ab und meldete im darauffolgenden Jahr nicht mehr für die Ruder-Bundesliga.

## Standort

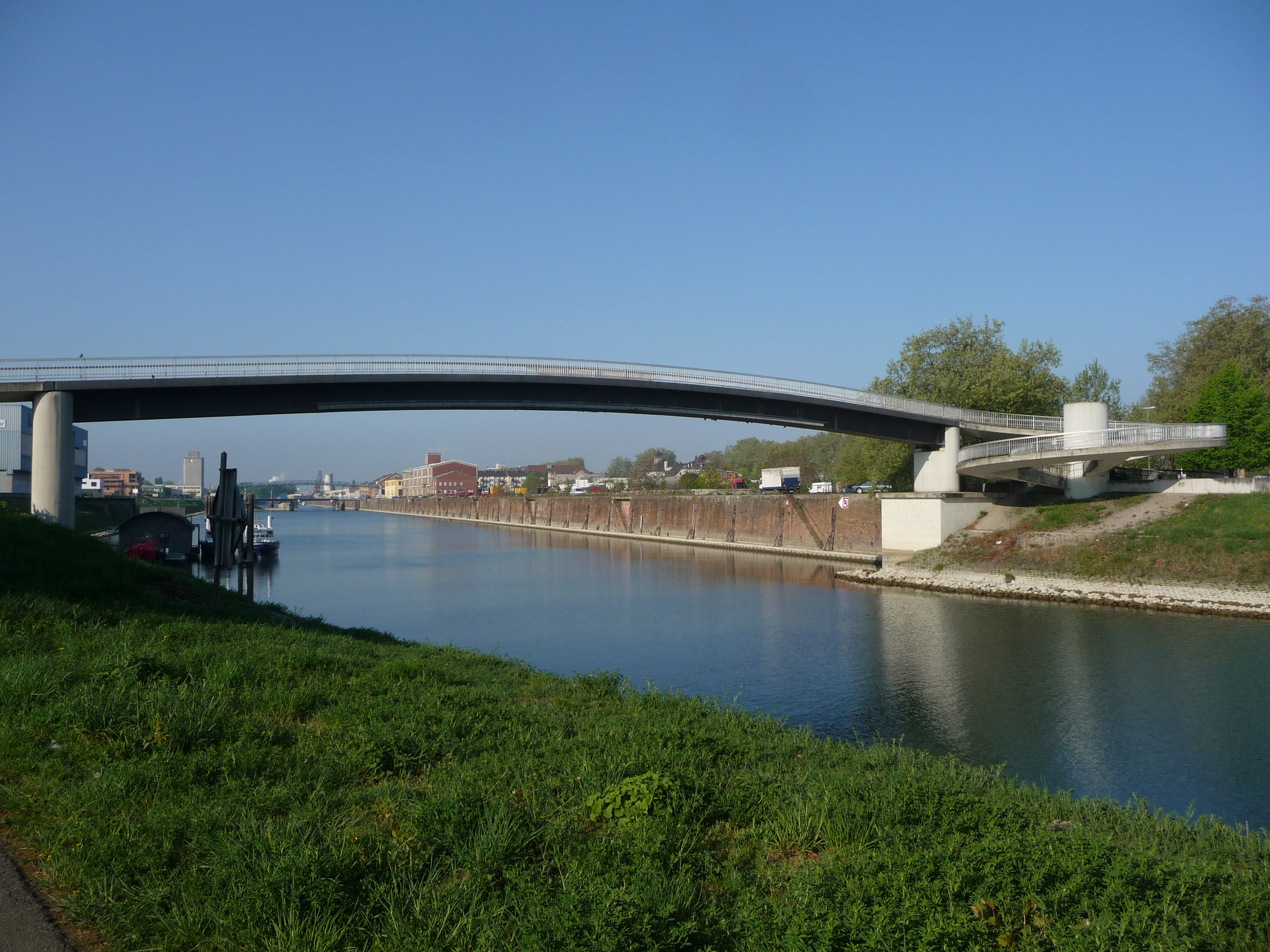
Luitpoldhafen in Ludwigshafen

Der Ludwigshafener Ruderverein hat sein Bootshaus in zentraler Lage am Rhein in Ludwigshafen. Von dort aus ergeben sich viele Möglichkeiten für Rudertouren auf dem Rhein und Neckar. Der direkt angrenzende Luitpoldhafen wird vor allem zum Training und zur Anfängerausbildung genutzt. Im direkten Umfeld des Bootshauses entsteht seit 2008 das Stadtviertel Rheinufer Süd.
Im Bootshaus ist ebenfalls, seit April 2006, dass italienische Restaurant Ristorante della bona untergebracht. Nach dem Umbau 2007/2008 im Zuge der Bebauung des neuen Stadtviertels Rheinufer Süd ist außerdem ein Informationsbüro der GAG Ludwigshafen im Obergeschoss untergebracht.
Ein weitläufiges Gelände (Hugo-Rothstein-Gelände) am Kiefschen Weiher nahe Altrip gehört ebenfalls zum LRV. Es wird vor allem zur Anfängerausbildung und zur Freizeitgestaltung genutzt.

## Erfolge

### Olympische Spiele
| Jahr | Austragungsort | Ergebnis | Disziplin             | Mannschaft |
| ---- | -------------- | -------- | --------------------- | --- |
| 1900 | Paris          | Bronze   | Vierer mit Steuermann | Otto Fickeisen, Hermann Wilker, Ernst Felle, Carl Lehle und Steuermann Franz Kröwerath                                                                          |
| 1912 | Stockholm      | Gold     | Vierer mit Steuermann | Otto Fickeisen, Hermann Wilker, Rudolf Fickeisen, Albert Arnheiter und Steuermann Otto Maier (Frankfurter Ruderverein)                                          |
| 1932 | Los Angeles    |          | Ersatz                | Hans Gelbert |
| 1936 | Berlin         | Gold     | Vierer mit Steuermann | Paul Söllner in Renngemeinschaft mit den Ruderern Walter Volle, Ernst Gaber, Hans Maier und Steuermann Fritz Bauer vom Mannheimer Ruderverein Amicitia von 1876 |
| 1968 | Mexiko         |          | Ersatz                | Alois Bierl |
| 1972 | München        | Gold     | Vierer mit Steuermann | Alois Bierl in Renngemeinschaft mit RV Neptun Konstanz/RG Wetzlar/Ulmer RC Donau                                                                                |
| 1972 | München        | 5. Platz | Achter                | Winfried Ringwald |
| 1976 | Montreal       | 8. Platz | Zweier mit Steuermann | Winfried Ringwald |
| 1996 | Atlanta        |          | Ersatz                | Andrea Klapheck |

### Medaillengewinner Weltmeisterschaften
| Jahr | Austragungsort | Medaille | Disziplin                | Mannschaft                                         |
| ---- | -------------- | -------- | ------------------------ | -------------------------------------------------- |
| 1970 | St. Catharines | Gold     | Vierer mit Steuermann    | Alois Bierl                                        |
| 1977 | Amsterdam      | Bronze   | Achter                   | Winfried Ringwald                                  |
| 1978 | Karapiro       | Silber   | Achter                   | Winfried Ringwald                                  |
| 1988 | Mailand        | Silber   | Doppelzweier             | Roland Ehrenfels, Hartmut Schäfer (Kölner RV 1877) |
| 1993 | Roudnice       | Bronze   | Frauen-Achter            | Andrea Klapheck                                    |
| 1994 | Indianapolis   | Gold     | Frauen-Achter            | Andrea Klapheck                                    |
| 1998 | Köln           | Silber   | Lgw.-Frauen-Doppelzweier | Karin Stephan, Claudia Blasberg (Dresdner RV)      |
| 2000 | Zagreb         | Gold     | Lgw.-Frauen-Doppelvierer | Karin Stephan                                      |
| 2019 | Linz           | Bronze   | Lgw.-Frauen-Zweier ohne  | Marie-Christine Gerhardt                           |
| 2022 | Racice         | Bronze   | Lgw.-Frauen-Zweier ohne  | Eva Hohoff                                         |
| 2023 | Belgrad        | Silber   | Lgw.-Frauen-Zweier ohne  | Eva Hohoff                                         |